# Leon Troniewski
Leon Andrzej Troniewski (ur. 7 października 1938 w Nowogródku, zm. 17 kwietnia 2022 w Opolu) – polski inżynier, profesor nauk technicznych, nauczyciel akademicki i samorządowiec, specjalista w zakresie inżynierii chemicznej.

## Życiorys
Syn Mieczysława i Czesławy. W 1956 ukończył liceum ogólnokształcące w Gliwicach, a w 1963 studia na Wydziale Mechanicznym Energetycznym Politechniki Śląskiej. W tym samym roku podjął pracę w Katedrze Inżynierii Chemicznej i Konstrukcji Aparatury na tej uczelni. W 1970 uzyskał stopień naukowy doktora na podstawie pracy Odparowanie przy wymuszonym przepływie pierścieniowym, objął stanowisko adiunkta, a następnie wyjechał do Niemiec jako stypendysta Fundacji im. Aleksandra von Humboldta. W 1977 na podstawie rozprawy Metoda obliczania procesu odparowania w rurach w obszarze konwekcyjnym został doktorem habilitowanym. W 1988 otrzymał tytuł profesorski w zakresie nauk technicznych.
Od 1974 pozostał zawodowo związany z Wyższą Szkołą Inżynierską w Opolu, przekształconą następnie w Politechnikę Opolską. W 1984 krótko był zastępcą dyrektora Instytutu Budowy Maszyn. Pełnił później funkcje dziekana Wydziału Mechanicznego (2002–2005) oraz kierownika Katedry Inżynierii Procesowej.
Opublikował m.in. dwie monografie i szereg artykułów naukowych, był autorem ponad dziesięciu patentów. Obejmował funkcje przewodniczącego rady naukowej Instytut Inżynierii Chemicznej Polskiej Akademii Nauk, w 1991 wszedł w skład rady redakcyjnej kwartalnika „Inżynieria Chemiczna i Procesowa”.
W latach 90. przez dwie kadencje był radnym Opola, pełnił funkcję przewodniczącego sejmiku samorządowego. Od 1998 do 2002 zasiadał w sejmiku opolskim I kadencji (z ramienia Unii Wolności), będąc jego wiceprzewodniczącym.
Pochowany na cmentarzu komunalnym w Opolu.

## Odznaczenia
Uhonorowany m.in. Złotym Krzyżem Zasługi, Krzyżem Kawalerskim i Oficerskim (2000) Orderu Odrodzenia Polski oraz Medalem Komisji Edukacji Narodowej.